# Valchiusa
Valchiusa är en kommun i storstadsregionen Turin, innan 2015 provinsen Turin, i regionen Piemonte, Italien. Kommunen bildades den 1 januari 2019 när kommunerna Meugliano, Trausella och Vico Canavese slogs samman. Valchiusa hade 1 027 invånare (2017). Centralort är Vico Canavese.